# Lodner
Der Lodner (italienisch Cima Fiammante), auch Lodnerspitze genannt, ist ein 3219 (nach anderen Angaben: 3228) Meter hoher Berg der Texelgruppe in den südlichen Ötztaler Alpen, gelegen in der italienischen Provinz Südtirol. Der Berg hat im Gipfelbereich eine charakteristische plattige Form, durch die eine Firnauflage begünstigt wird. Der Lodner sendet ausgeprägte Grate nach Norden und Südosten aus. Die Erstbesteigung erfolgte 1872 von Norden her über den heute durch die globale Erwärmung stark geschrumpften und im Sommer meist aperen (keine Schneeauflage) Lodnerferner.

## Lage und Umgebung
Der Lodner liegt etwa sechs Kilometer Luftlinie nordwestlich des Dorfes Partschins (681 m) im Vinschgau. Er erhebt sich östlich über dem Zieltal, einem Hochgebirgstal, das vom Vinschgau nordwärts in die Texelgruppe führt. Er ist ebenso wie das umliegende Gebiet Teil des Naturparks Texelgruppe. Der Berg ist von stark schwindenden Gletschern umgeben. Nordwestlich liegt der Lodnerferner, im Nordosten der Adelsferner und im Osten ein unbedeutendes namenloses Eisfeld. Benachbarte Berge sind im Verlauf des stark ausgeprägten Nordgrats die Hochweiße mit 3278 Metern und im Süden die Lazinser Rötelspitze mit 3037 Metern Seehöhe. Nach Westen, zum Zieltal hin, besitzt der Lodner eine große geografische Dominanz, er ist der beherrschende Berg, seine steile, felsige Westflanke erhebt sich etwa 300 Meter über die durch Erosion entstandenen Schuttkegel.

## Geologie
Der Lodner gehört geologisch gesehen zum Schneeberger Zug, einer aus grauen, mineralreichen Glimmerschiefern bestehenden Schieferzone, die sich vom Westrand der Texelgruppe bis nach Sterzing erstreckt. Das Besondere des Lodners ist sein aus hellem Marmor (durch Druck und Hitze umgewandelter Kalkstein) bestehender Gipfelaufbau. Abwechselnd zu den Marmorschichten ist auch, besonders an den Graten, der typische feste Gneis anzutreffen, ebenso wie die brüchigen Granatglimmerschiefer in den tieferen Lagen.

## Stützpunkt und Besteigung
Der Prager Alpinist Victor Hecht und sein Bergführer Johann Pinggera brachen am 23. Juli 1872 von der Unteren Zielalpe auf und gingen durch das Zieltal, ein Seitental des Etschtals, in nordöstlicher Richtung hinauf bis zum Lodnerferner und dann in südöstlicher Richtung zum Lodnergipfel. Der heutige Normalweg folgt den Erstbesteigern über den bis 40° geneigten Gletscher als Hochtour (nur mit entsprechender Ausrüstung und Erfahrung). Über die Nordwestseite und den Nordgrat in teilweiser leichter bis mäßig schwerer Klettererei im Schwierigkeitsgrad UIAA I–II wird der Gipfel erreicht. Heutiger Stützpunkt für eine Begehung des Berges ist die Lodnerhütte, auf 2259 Metern Höhe gelegen. Von der Hütte aus beträgt die Gehzeit zum Gipfel laut Literatur etwa 3½ Stunden, wobei die Begehung des im Hochsommer in der Regel aperen Lodnerferners oft kritisch ist. Andere Touren zum Gipfel führen über den Nordwest-, Süd- und Ostgrat in teilweiser sehr schwerer Kletterei in UIAA-Graden II–IV.

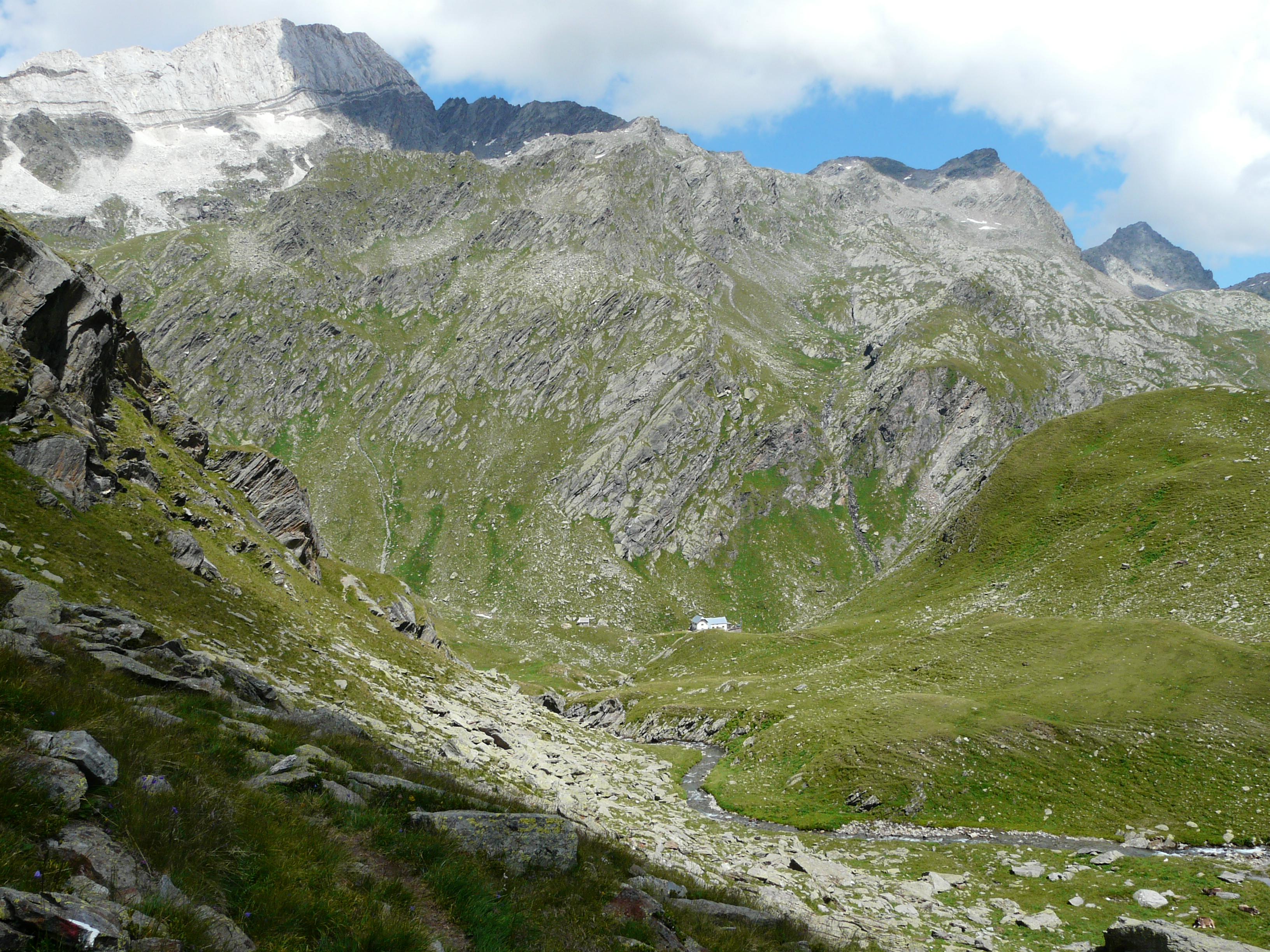
Blick auf die Lodnerhütte mit Lodner (links)
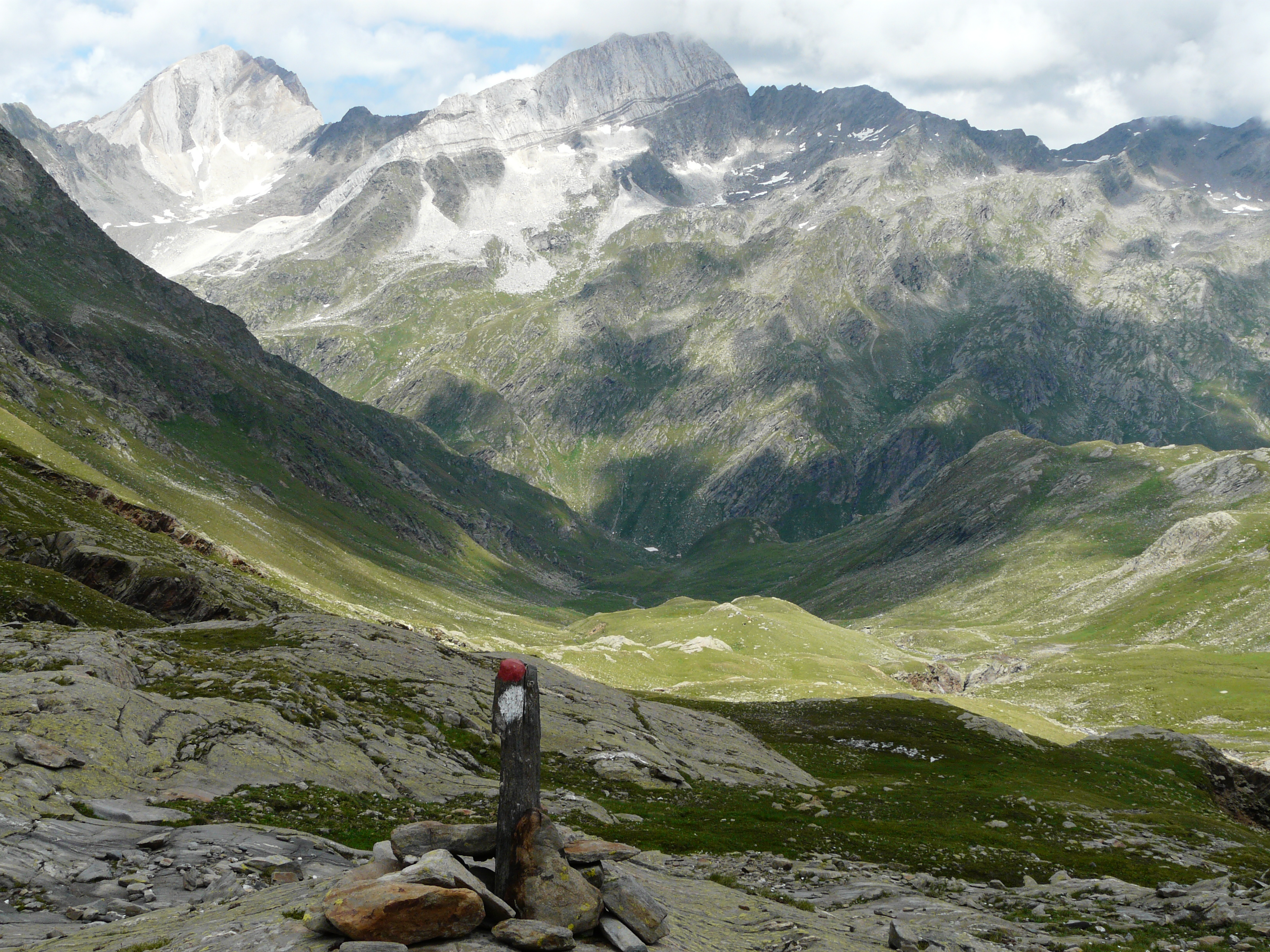
Blick auf Hochweiße (l.) und Lodner (m.) beim Abstieg vom Gingljoch

## Etymologie
Die Etymologie des erstmals um 1900 aufscheinenden Bergnamens ist unklar. Eine Verbindung mit dem deutschen lodern scheint als bodenständige Bildung recht unwahrscheinlich, da das Wort in den örtlichen Dialekten nicht vorkommt. Sollte der Bergname allerdings eine Prägung alpinistischer Kreise des 19. Jahrhunderts sein, dann wäre das weiße Auflodern des Marmorgesteins ein durchaus denkbares Benennungsmotiv. Der im 20. Jahrhundert von Ettore Tolomei kreierte italienische Name Cima Fiammante („Flammengipfel“) ist eindeutig eine Übertragung dieser Leseart. Eine andere Theorie vermutet als Benennungsmotiv die Ähnlichkeit der schwarzen Amphibolitstreifen im Lodner-Marmor mit dem Faltenwurf eines Lodenmantels.